# KAI ROCKUMENT BOX
KAI ROCKUMENT BOXは、2002年6月26日に発売された甲斐よしひろの映像作品。
1995年～2001年、全5回にわたって開催されたシリーズ・ライブ『ROCKUMENT Ⅰ～V』を収録。ファンクラブ限定で販売されていたビデオをDVD化し初のボックスセットとして販売された。ビデオにされていなかった未公開映像収録のEXTRA-DISCも含めた6枚組。

## Disc.1『ROCKUMENT - Guitar of Friends -』
- 1995年4月27日・4月28日、5月30日・5月31日、 6月29日・6月30日に開催されたシリーズ・ライヴ『ロッキュメント』第一弾。（※ファンクラブ限定のビデオ版では、2曲目に『ダイナマイトが150屯』が収録されていたが、ボックスセットではカットされている。）

1. 新宿
2. ブラッディ・マリー
3. 恋愛平行線
4. GET！
5. 地下室のメロディー
6. 橋の明かり
7. シネマ・クラブ
8. 二色の灯
9. 渇いた街
10. 観覧車'82
11. 漂泊者(アウトロー)
12. 愛と呼ばれるもの
13. 火傷-YAKEDO-

## Disc.2『ROCKUMENT II - URBAN VOICES -』
- 1996年6月28日～6月30日、7月12日～7月14日に開催されたシリーズ・ライヴ『ロッキュメント』第二弾。

1. 冷たい愛情
2. 暁の終列車
3. シンパシー
4. ボーイッシュ・ガール
5. 天使（エンジェル）
6. カーテン
7. インジュリイ・タイム
8. ミッドナイト・プラス・ワン
9. ナイト・ウェイブ
10. キラー・ストリート
11. レディ・イブ
12. 冷血(コールド・ブラッド)
13. GUTS
14. イエロー・キャブ

## Disc.3『ROCKUMENT III - Female Night -』
- 1997年4月25日～4月27日、5月23日～5月25日に開催されたシリーズ・ライヴ『ロッキュメント』第三弾。

1. 落下する月
2. エキセントリック・アベニュー
3. ムーンライト・プリズナー
4. 魔女の季節
5. 涙の十番街
6. マリーへの伝言
7. 東京の一夜
8. ゆきずりの風
9. 夕なぎ
10. そばかすの天使
11. 涙のアドレス
12. フェアリー(完全犯罪)
13. ティーンエイジ・ラスト
14. Love is No.1
15. レイニー・ドライヴ

## Disc.4『ROCKUMENT IV - Home Coming -』
- 1998年3月14日・3月15日、4月18日・4月19日に開催されたシリーズ・ライヴ『ロッキュメント』第四弾。

1. 荒野を下って
2. カオス
3. 四月の雪
4. ナイト・スウィート
5. RENDEZ VOUS
6. 見えない手のひらで
7. 赤い靴のバレリーナ
8. THANK YOU
9. 激愛（パッション）
10. 野獣
11. パートナー
12. CRY
13. 風が唄った日
14. MIDNIGHT
15. ドキ・ドキ

## Disc.5『ROCKUMENT V - Wonder Covers Of The Night -』
- 2001年11月23日・11月24日・11月27日・11月28日に開催されたシリーズ・ライヴ『ロッキュメント』第五弾。

1. OH MY LOVE
2. レッド・スター
3. 恋のバカンス
4. against the wind
5. THANK YOU
6. そして僕は途方に暮れる
7. レイニー・ドライヴ
8. 安奈
9. マドモアゼル・ブルース
10. グッドナイト・ベイビー
11. 絶対・愛
12. ブライトン・ロック
13. 風の中の火のように
14. レイン
15. ジャンキーズ・ロックン・ロール～どっちみち俺のもの～夜にもつれて
16. 冷たい愛情

## Disc.6『ROCKUMENT EXTRA』
- 全5回の『ロッキュメント』より、未収録曲のリクエストを募り曲目を決定。『ロッキュメント』に参加した土屋公平等、豪華アーティストをゲストに招いた楽曲を収録したスペシャル・ディスク。

1. やせた女のブルース（土屋公平[ROCKUMENT V]）
2. おどるポンポコリン（坪倉唯子[ROCKUMENT III]）
3. 愛しのロージー（松尾清憲[ROCKUMENT IV]）
4. フィンガー（中山加奈子[ROCKUMENT IV]）
5. I(#2)（EAST END[ROCKUMENT II]）
6. あと何日?（もりばやしみほ[ROCKUMENT III]）
7. バランタインの日々（松藤英男[ROCKUMENT II]）

Special Extra
1. サタニック・ウーマン（松尾清憲[ROCKUMENT IV]）
2. きんぽうげ（坪倉唯子[ROCKUMENT III]）